# KCS北九州情報専門学校
KCS北九州情報専門学校（ケーシーエスきたきゅうしゅうじょうほうせんもんがっこう）とは、福岡県北九州市小倉北区浅野にある専修学校。学校法人電子開発学園九州が設置し、専門課程を置く。
他の電子開発学園系列の専門学校と同様、国家資格の基本情報技術者試験（FE）の午前科目免除制度の認定校となっている。

## 沿革
- 1982年 - 九州電子計算機専門学校小倉校として開校。
- 2001年 - KCS北九州情報専門学校に学校名変更。

## 学科
- 大学併修科（4年課程）
  - システム情報コース（システム開発専攻、セキュリティ専攻、ゲーム専攻）

北海道情報大学通信教育部に同時に在籍し（ダブルスクール）、卒業時には高度専門士の称号と学士（経営情報学）の学位が得られる。
- 医療情報学科（3年課程）
  - 医療情報技師コース
- システムエンジニア科（3年課程）
  - システムエンジニアコース
- プログラマ科（2年課程）
  - プログラマコース
- ゲームクリエータ科（3年課程）
  - ゲームクリエータコース
- ゲーム・CG科（2年課程）
  - ゲームプログラマコース
  - CG・Webコース
- ITビジネス科（2年課程）
  - オフィススペシャリストコース
  - 医療事務コース
- 情報ライセンス科（1年課程）
  - プログラマ速習コース

## グループ校
- 北海道情報大学
- 北海道情報専門学校
- 新潟情報専門学校
- 名古屋情報メディア専門学校
- 名古屋情報経理専門学校
- 大阪情報専門学校
- 広島情報専門学校
- KCS福岡情報専門学校
- KCS大分情報専門学校
- KCS鹿児島情報専門学校